# Copestylum impressum
Copestylum impressum är en tvåvingeart som först beskrevs av Hull 1949.  Copestylum impressum ingår i släktet Copestylum och familjen blomflugor. Inga underarter finns listade i Catalogue of Life.